# Kenneth Waltz
Kenneth Neal Waltz (8. juni 1924 – 12. maj 2013) var en amerikansk forsker inden for og en af grundlæggerne af den neorealistiske retning af studiet af international politik. Han er bl.a. forfatter til Anarchic Orders and Balances of Power, Structural Realism After the Cold War, A Theory of International Politics og Man, the State and War. Neorealismen er en videreudvikling af den klassiske realisme (som udlagt af f.eks. Hans Morgenthau), og er siden blevet udbygget af John Mearshimer og Stephen Walt. Man har set den klassiske realisme praktiseret af kendte udenrigspolitiske beslutningstagere som Otto von Bismarck, Henry Kissinger og Brent Scowcroft. Realisme står i modsætning til andre teoretiske retninger inden for studiet af international politik såsom liberalismen og konstruktivismen.

## Teoretisk position
Strukturen i det internationale system er anarkisk. Staterne kan alle betragtes som funktionelt ligestillede; uanset ideologi, kultur eller ledere, så varetager stater de samme grundlæggende funktioner – inddragelse af skatter, forsvar af staten, og så videre. Den eneste forskel er staternes kapabiliteter. Strukturen i det internationale samfund ændres, når fordelingen af kapabiliteter forandres. Hans betydning for forskningstraditionen omfatter især en udvidelse af det oprindelige felt til at omfatte strukturen i det internationale system, som antages at skabe rummet for magtudøvelse. Waltz har bl.a. analyseret, hvordan stater indgår i alliancedannelse, krigsførelse og fredsslutning i et forsøg på at forklare strukturelle betingelser for staters handlerum. Han anskuer internationale organisationers muligheder for at handle i internationale anliggender for at være begrænsede af staternes brug af disse organisationer som et middel til at opnå egne mål.
Det helt afgørende for Waltz er fordelingen mellem de største magter. Han sondrer mellem bipolære systemer – såsom systemet under den kolde krig – og multipolære systemer, såsom systemet før afslutningen på 2. verdenskrig. Et tredje system, det unipolære system, betragtes som et system, der kun kan overleve en kort overgang. Kenneth Waltz har derfor forudset, at USA’s stilling som eneste supermagt ikke kan fortsætte og forventer, at der vil opstå en multipolaritet i det internationale system i løbet af en kortere årrække.  Den førende danske neorealist, Bertel Heurlin, er ikke enig med Waltz i dette spørgsmål:
”Der er intet der tyder på, at denne forudsigelse vil blive til virkelighed. Tværtimod tyder alt på, at unipolariteten har bidt sig fast: Der er ingen klare kandidater til nye supermagter, og der er ingen tegn på, at det vil kunne betale sig for større magter at danne modalliancer mod USA” 
Waltz betragter det bipolære system som det mest sikre. Når der kun er to magter, så vil begge arbejde på at bevare det eksisterende system, da de derigennem vil sikre deres egen overlevelse.